# Tabaluga
A Tabaluga (ejtsd Tábáluga) német–ausztrál televíziós rajzfilmsorozat, amelyet a Yoram Grass készített.

## Ismertető
A mindig vidám, örökké virágos és boldog Zöldföld lakói csodálkozva állnak körül egy apró, különös tojást. Lassan repedezni kezd a héj, és a tojásból elődugja kis fejét egy aprócska zöld sárkányfióka, Tabaluga! Rögtön születése után az ország bölcs, öreg teknőse, Nessaia megjósolja a kis tűzokádónak, hogy egyszer még fontos szerepe lesz Zöldföld történetében. Tabaluga még nem is sejti, milyen kalandok várnak rá és milyen veszélyek fenyegetik leendő barátait, és új otthonát. A Zöldfölddel szomszédos Jégország gonosz uralkodója, a hideg szívű hóember ugyanis folyton azon töri a fejét, miképpen terjeszthetné ki hóborította birodalma határait, hogyan foglalhatná el és igázhatná le Zöldföldet és lakóit! Még szerencse, hogy Tabaluga – az apjától kapott ősi sárkánytanácsoknak köszönhetően – méltó ellenfele a gonosz hóembernek!

## Szereplők
| Szereplő        | Angol hang           | Német hang                                                | Magyar hang            | Magyar hang               | Leírás |
| Szereplő        | Angol hang           | Német hang                                                | TV2 szinkron (1. évad) | MTVA szinkron (1-3. évad) | Leírás |
| --------------- | -------------------- | --------------------------------------------------------- | ---------------------- | ------------------------- | --- |
| Tabaluga        | Jamie Oxenbould      | Björn Schalla (1.évad) Dietmar Wunder (2-3.évad)          | Seszták Szabolcs       | Baráth István             | A sorozat főszereplője egy kis tűzokádó sárkány, aki megvédi Zöldföldet és annak minden lakóját a gonosz Arktos-tól. |
| Heidi           | Robyn Moore          | ?                                                         | Somlai Edina           | Molnár Ilona              | Egy fehér rózsaszín-szoknyás nyuszi, aki Tabaluga legjobb barátja.                                                   |
| Happy           | Robyn Moore          | Sabine Manke                                              | ?                      | ?                         | ? |
| Lili            | Robyn Moore          | Ulrike Stürzbecher                                        | ?                      | ?                         | ? |
| Digby           | ?                    | Edeltraud Elsner (1-2.évad) Santiago Ziesmer (3.évad)     | Szokol Péter           | Holl Nándor               | Egy vakond, aki Tabaluga másik legjobb barátja.                                                                      |
| Arktos          | Keith Scott          | Frank Ciazynski                                           | Rosta Sándor           | Pusztaszeri Kornél        | Tabaluga főellensége, egy gonosz hóember, aki a Jégvilág ura.                                                        |
| James           | ?                    | Eberhard Prüter                                           | Kassai Károly          | Elek Ferenc               | Egy monoklis pingvin, aki Arktos szolgálója és tanácsosa.                                                            |
| Walter          | ?                    | ?                                                         | ?                      | Kassai Károly             | Egy keselyű, aki Akrtos kémje, téli sapkát és sálat visel.                                                           |
| Shouhu          | ?                    | Peter Schiff (1.évad) Andreas Mannkopff (2-3.évad)        | Varga Tamás            | Forgács Gábor             | Egy bölcs bagoly, aki segít Tabalugának.                                                                             |
| Nessaja         | ?                    | Inken Sommer                                              | Illyés Mari            | Menszátor Magdolna        | Egy nőstény óriásteknős, aki Tabaluga tanácsadója.                                                                   |
| Tyrion          | ?                    | Gerhard Paul                                              | Uri István             | Mihályi Győző             | Tabaluga elhunyt édesapja, aki Zöldföld egykori védelmezője volt.                                                    |
| Zümi            | ?                    | Maja Dürr                                                 | Roatis Andrea          | Pekár Adrienn             | Egy méhecske, aki Tabaluga barátja.                                                                                  |
| Rubin           | ?                    | Helmut Gauß                                               | ?                      | Szokol Péter              | Egy kolibri, aki Tabaluga barátja.                                                                                   |
| Humsin          | ?                    | Jörg Hengstler                                            | –                      | Péter Richárd             | Egy homokember, aki Tabaluga második ellensége.                                                                      |
| Kayo            | ?                    | Stefan Krause                                             | –                      | Kisfalusi Lehel           | Egy kaméleon, aki Humsin kémje, majd James riválisa.                                                                 |
| Hiéna           | ?                    | ?                                                         | –                      | ?                         | Humsin szolgája, aki mindig röhög.                                                                                   |
| Strucc          | ?                    | ?                                                         | –                      | ?                         | Humsin kancellárja.                                                                                                  |
| Attila a rozmár | ?                    | ?                                                         | ?                      | ?                         | Arktos szakácsa. |
| Vultur          | ?                    | Bodo Wolf                                                 | ?                      | ?                         | ? |
| Jegesmedvék     | ?                    | ?                                                         | ?                      | ?                         | ? |
| Sally           | ?                    | ?                                                         | ?                      | ?                         | Nőstény szalamandra aki a szalamandrák vezetője. A sárkány visszatér epizódban jelenik meg csak.                     |
| Főcímdal ének   | Peter Rudolph Heinen | Gregor Rottschalk (1.évad) Rufus Beck (2.évad) ? (3.évad) | Seszták Szabolcs       | Mészáros Árpád Zsolt      | – |
| Felolvasó       | –                    | –                                                         | Seszták Szabolcs       | Endrédi Máté              | – |

- További magyar hangok (1. szinkronban): Beratin Gábor, Boros Zoltán, Pethes Csaba
- További magyar hangok (2. szinkronban): Bácskai János, Élő Balázs, Faragó András, Fekete Zoltán, Grúber Zita, Halász Aranka, Hegedűs Miklós, Kajtár Róbert, Láng Balázs, Maday Gábor, Orosz Anna, Pálmai Szabolcs, Törköly Levente, Varga Tamás, Vass Gábor, Zsurzs Kati

## Epizódok
| #             | Magyar cím               | Eredeti cím                                |
| ------------- | ------------------------ | ------------------------------------------ |
|               |                          |                                            |
| ELSŐ ÉVAD     |                          |                                            |
|               |                          |                                            |
| 01.           | Az utolsó sárkány        | The Last of His Kind                       |
|               |                          |                                            |
| 02.           | Arktos megorrol          | Happy Without Ending                       |
|               |                          |                                            |
| 03.           | Forró a talaj            | A Very Hot Thing                           |
|               |                          |                                            |
| 04.           | Titkos segítség          | Servant of Two Masters                     |
|               |                          |                                            |
| 05.           | Látomás                  | Dubious Dealings                           |
|               |                          |                                            |
| 06.           | Két sárkány egy világban | One Dragon Too Many                        |
|               |                          |                                            |
| 07.           | Okos enged...            | The Wiser Head Does Not Give Up            |
|               |                          |                                            |
| 08.           | Két legyet egy csapásra  | Two Birds With One Stone                   |
|               |                          |                                            |
| 09.           | Holdvilág                | Moonstruck                                 |
|               |                          |                                            |
| 10.           | A sárkányok nem sírnak   | Dragons Do not Cry                         |
|               |                          |                                            |
| 11.           | Az óriás felhő           | The Big Cloud                              |
|               |                          |                                            |
| 12.           | Látogatók Jégvilágból    | The Visitors Who Came In From The Cold     |
|               |                          |                                            |
| 13.           | Falánk meglepetés        | A Fatal Present                            |
|               |                          |                                            |
| 14.           | Oda a premier            | A Ruined Premiere                          |
|               |                          |                                            |
| 15.           | Sóból is megárt a sok    | Too Much Salt Is Detrimental To The Health |
|               |                          |                                            |
| 16.           | Ki a csaló?              | Someone Is Cheating                        |
|               |                          |                                            |
| 17.           | Jófiú                    | Mister Nice Guy                            |
|               |                          |                                            |
| 18.           | Ki mint vet...           | A Matter Full of Seeds                     |
|               |                          |                                            |
| 19.           | Az élet fája             | The Tree Of Life                           |
|               |                          |                                            |
| 20.           | Remek páros              | A Splendid Couple                          |
|               |                          |                                            |
| 21.           | Mézes csata              | A Fiery Encounter                          |
|               |                          |                                            |
| 22.           | Tabaluga és Lilli        | Tabaluga and Lilli                         |
|               |                          |                                            |
| 23.           | A bajkeverő fogoly       | The Abducted Scamp                         |
|               |                          |                                            |
| 24.           | Az idő folyója           | The Flow of Time                           |
|               |                          |                                            |
| 25.           | Pünkösdi királynőség     | Queen For One Day                          |
|               |                          |                                            |
| 26.           | Tomboló vihar            | Chocolate Ice for Everybody                |
|               |                          |                                            |
| MÁSODIK ÉVAD  |                          |                                            |
|               |                          |                                            |
| 27.           | Tabaluga herceg          | Prince Tabaluga                            |
|               |                          |                                            |
| 28.           | Humsin                   | Humsin                                     |
|               |                          |                                            |
| 29.           | Valter                   | Dangerous confidence                       |
|               |                          |                                            |
| 30.           | Korai tél                | Big Freeze                                 |
|               |                          |                                            |
| 31.           | Lássuk a jövőt!          | Prophecy                                   |
|               |                          |                                            |
| 32.           | Digby, a hős             | Digby, The Hero                            |
|               |                          |                                            |
| 33.           | Tavaszi áradás           | Potato Festival                            |
|               |                          |                                            |
| 34.           | Suhu inasa               | A Spiny Danger                             |
|               |                          |                                            |
| 35.           | A krumplimat nem adom!   | Flood                                      |
|               |                          |                                            |
| 36.           | Új élet                  | The Day of the Cactus                      |
|               |                          |                                            |
| 37.           | Változás                 | The Big Change                             |
|               |                          |                                            |
| 38.           | Bolhacsípés              | Sand Fleas                                 |
|               |                          |                                            |
| 39.           | A sárkány visszatér      | The Lost Dragon                            |
|               |                          |                                            |
| 40.           | Az én kicsikém           | My baby                                    |
|               |                          |                                            |
| 41.           | A hószörny               | The Ice Beast                              |
|               |                          |                                            |
| 42.           | Duplacsavar              | Double Trouble                             |
|               |                          |                                            |
| 43.           | A színdarab              | Peace Play                                 |
|               |                          |                                            |
| 44.           | A bűvésztrükk            | Genie                                      |
|               |                          |                                            |
| 45.           | A sóbánya                | Kidnapped                                  |
|               |                          |                                            |
| 46.           | Szép álmokat, Humsin!    | Sweet Dreams Hamsin                        |
|               |                          |                                            |
| 47.           | Viharmadár legendája     | The Thundwerbird                           |
|               |                          |                                            |
| 48.           | A napraforgókert titka   | Bully for You                              |
|               |                          |                                            |
| 49.           | A próbatétel             | The Scrying Game                           |
|               |                          |                                            |
| 50.           | A kristályhegy titka     | Dragon Mountain                            |
|               |                          |                                            |
| 51.           | A végzet sivataga        | The Sands of Doom                          |
|               |                          |                                            |
| 52.           | Az új király             | Majority Rules                             |
|               |                          |                                            |
| HARMADIK ÉVAD |                          |                                            |
|               |                          |                                            |
| 53.           | A sárkánymedál           | The Dragon Pendant                         |
|               |                          |                                            |
| 54.           | A sárkánymedál nyomában  | The Quest                                  |
|               |                          |                                            |
| 55.           | Rémes éjszaka            | Scary Story                                |
|               |                          |                                            |
| 56.           | Barátságos verseny       | Tabaluga's Challenge                       |
|               |                          |                                            |
| 57.           | A tűzkő                  | Fire Stone                                 |
|               |                          |                                            |
| 58.           | Segítség, összementem!   | Little Wonder                              |
|               |                          |                                            |
| 59.           | Arktos jó útra tér       | Arktos The Good                            |
|               |                          |                                            |
| 60.           | A sötét erdő             | The Gloomy Forest                          |
|               |                          |                                            |
| 61.           | Arktos, a pótmama        | Mother Arktos                              |
|               |                          |                                            |
| 62.           | Az égbolt szeme          | Eye in the Sky                             |
|               |                          |                                            |
| 63.           | Az új inas               | Do not Forget to Remember                  |
|               |                          |                                            |
| 64.           | Trollok aranya           | Fool's Gold                                |
|               |                          |                                            |
| 65.           | Hol késik a tél?         | Where is Winter?                           |
|               |                          |                                            |
| 66.           | Kalózok fogságában       | Whale of a Tale                            |
|               |                          |                                            |
| 67.           | Az utolsó leheletig      | Last Gasp                                  |
|               |                          |                                            |
| 68.           | Veszélyes vizeken        | Troubled Waters                            |
|               |                          |                                            |
| 69.           | A titokzatos kövek       | Hidden Treasures                           |
|               |                          |                                            |
| 70.           | Vigyázz mit kívánsz      | Wish Upon a Star                           |
|               |                          |                                            |
| 71.           | Jelmezbál                | Who's Who                                  |
|               |                          |                                            |
| 72.           | A titkos terem           | The Hidden Chamber                         |
|               |                          |                                            |
| 73.           | Vigyázz, kész, rajt!     | Ready, Set, Go!                            |
|               |                          |                                            |
| 74.           | Ígéret szép szó...       | Digby's Promise                            |
|               |                          |                                            |
| 75.           | Barát vagy ellenség?     | Kayo: Friend or Foe?                       |
|               |                          |                                            |
| 76.           | Hegyi láz                | Menace in the Mountains                    |
|               |                          |                                            |
| 77.           | Sárkányföld              | Dragon World                               |
|               |                          |                                            |
| 78.           | Kié a medál?             | Lost Pendant                               |
|               |                          |                                            |